# الموسوعات اليابانية
في اللغة اليابانية، تُعرف الموسوعات باسم هياكا جِيتِن (باليابانية: 百科事典)، أي بالمعنى الحرفي "كتاب المئة موضوع"، ويمكن تتبُّع تاريخ الموسوعات اليابانية إلى أوائل حقبة الهييآن في القرن التاسع الميلادي. فقد نُشرت مؤلفات موسوعية في اليابان على مدى يزيد عن ألف عام قبل أن تظهر أولى الموسوعات الحديثة في أعقاب انفتاح البلاد على الغرب خلال فترة ميجي (1868–1912). منذ نهاية الحرب العالمية الثانية، أُصدر عدد من الموسوعات في اليابان، حتى موسوعات مخصصة للأطفال، أمثلة على الموسوعات الكبرى التي نشرت منذ تلك الحقبة: المعجم الياباني الشامل الصادر عبر دار نشر شوغاكوكان، وموسوعة هيبونشا العالمية (سيكاي داي-هياكا جِيتِن) التي أصدرتها دار هيبونشا للنشر. ويكيبيديا اليابانية تندرج وتعد أيضا من أشهر الموسوعات باللغة اليابانية.

## البداية
تعود بدايات الموسوعات اليابانية الحديثة إلى العصور القديمة والوسطى. فقد استُورِدت الكتب الموسوعية من الصين في وقت مبكر من تاريخ اليابان، غير أن أول عمل يمكن اعتباره نواةً لموسوعة يابانية هو هيفورياكو (باليابانية: 秘府略)، المؤلف من ألف درج، وقد جُمع بأمرٍ من الإمبراطور عام 831 على يد شيغِنو نو سادانوشي (باليابانية: 滋野貞主) وآخرين، ولم يتبقى منه اليوم إلا شذرات.

## تربيدأبرز الموسوعات اليابانية المطبوعة المتاحة

### المعجم الياباني الشامل
المعجم الياباني الشامل (باللغة اليابانية: 日本大百科全書، النطق بالأبجدية العربية: نيهون داي-هياكّا زِنشو، أي "المعجم الياباني الشامل") هو معجم موسوعي تصدره دار النشر شوغاكوكان في اليابان. نشر هذا المعجم في صيغ متعددة: كطبعة ورقية تقليدية، وكقرص مدمج، وككتاب إلكتروني، وعبر الشبكة العنكبوتية. تتطلّب نسخة الشبكة العنكبوتية دفع اشتراك لاستخدامهما. يطلق أيضا على المعجم الموسوعي هذا اسم موسوعة نيبونيكا.

### موسوعة هيبونشا العالمية
موسوعة هيبونشا العالمية (باليابانية:世界大百科事典) هي موسوعة أصدرتها دار النشر اليابانية هيبونشا. تُنشر الموسوعة بثلاثة صيغ: كنسخة كتاب تقليدي، وكقرص مدمج، وعبر الشبكة العنكبوتية.
قامت دار هيبونشا للنشر أيضًا بتأليف موسوعة مختصرة تُعرف باسم مايبيديا (باليابانية: マイペディア)، وقد نُشرت بصيغ متعددة: كمجلد ورقي واحد، كقرص مدمج، وكنسخة عبر الشبكة العنكبوتية.

## الموسوعات التخصصية

### موسوعة أسماء الأماكن التاريخية في اليابان
تُعدّ "موسوعة أسماء الأماكن التاريخية في اليابان" (باليابانية: 日本歴史地名大系، النطق بالأبجدية العربية: نيهون ريكيشي تشيمي تايكي) موسوعةً من خمسين مجلدًا نشرتها دار هيبونشا للنشر بين عامي 1979 و2005. تعد هذه الموسوعة مشابهة لموسوعة كادوكاوا لأسماء الأماكن اليابانية (باليابانية: 角川日本地名大辞典، النطق بالأبجدية العربية: كادوكاوا نيهون تشيمي دايجيتن)، التي صدرت في تسعة وأربعين مجلدًا عبر دار كادوكاوا شوتن بين عامي 1978 و1990.

## الموسوعات الرقمية والإلكترونية
أدّى ظهور الحواسيب الشخصية والشبكة العنكبوتية إلى دخول الموسوعات عصرها الرقمي. فإلى جانب النسخة اليابانية من ويكيبيديا، ظهرت نسختان يابانيتان من الموسوعة البريطانية وإنكارتا التابعة لشركة مايكروسوفت، وكلاهما على أقراص مدمجة.

## موسوعات أخرى متعلقة باليابان
مع أنّها لا تُعدّ موسوعة يابانية بالمعنى الدقيق للكلمة لكونها غير مكتوبة باللغة اليابانية، فإنّ موسوعة كودانشا عن يابان موسوعة باللغة الإنجليزية عن اليابان، نشرتها دار كودانشا لأول مرة عام 1983، ثم أُتبعت بإصدار مُلحق عام 1986، وتلته نسخة منقّحة في عام 1993. كما تتوفّر نسخة إلكترونية من الموسوعة على الشبكة العنكبوتية.